# خبز البوري
خبز البوري هو خبز هندي على شكل أقراص دائرية من الخبز متوسطة الحجم ومقليّة. يحضّر من الدقيق، الماء، الزيت النباتي والملح ثم يقلّى بالزيت. يقدّم هذا الخبز ساخناً.
تحتوي كل قطعة من خبز البوري (70غ تقريباً) على 159 سعرة حرارية و10غ من الدهون.
يشتهر خبز البوري في شبه القارة الهندية حيث يصنع من دقيق القمح الكامل الخالي من الخميرة، ويؤكل كوجبة إفطار أو كوجبة خفيفة، كما يؤكل خلال بعض الاحتفالات والطقوس الدينية الخاصة مثل الصلوات التي يقدم فيها مع بعض الأطباق النباتية الأخرى كطعام مقدس أو براسادام.

## المكونات
يصنع خبز البوري من دقيق القمح الكامل (الدقيق الأسمر) أو دقيق القمح الخشن (السميد)، ويضاف إلى العجين مسحوق بعض البذور مثل بذور الأجوين أو بذور الكمون أو السبانخ أو بذور الحلبة.
تُلف العجينة على شكل دائرة صغيرة، أو تلف على شكل أسطوانة وتُقطّع إلى دوائر صغيرة، ثم تُقلى في السمن أو الزيت النباتي قليًا عميقًا. تتحول رطوبة العجين أثناء القلي إلى بخار يتمدد في كل الاتجاهات ويؤدي إلى انتفاخ خبز البوري المميز. يمكن وخز العجين باستخدام الشوكة لإخراج الرطوبة منه قبل القلي في حال الرغبة في الحصول على خبز بوري مسطح وغير منتفخ. يتم إخراج الخبز من الزيت حين يتحول لونه إلى البني الذهبي.

## التقديم
ييمكن أن يقدم خبز البوري مع العديد من المأكولات مثل الكاري، أو الباجي الهندي، أو الساغو، أو طبق الشانا ماسالا، أو الكورما، أو طبق من خليط من الخضروات، وأحيانًا مع المخللات أو الصلصات أو دال ماسالا أو ماسالا البطاطس أو كاري القرع، كما يمكن تناوله أيضًا إلى جانب بعض الأطباق الحلوة مثل حلوى خير الهندية التي تصنع من الأرز والحليب والسكر.

## الأنواع والأطعمة المشابهة
خبز الباتورا: وهو نوع من خبز البوري يحضر باستخدام الخميرة ويكون حجمه ثلاثة أضعاف حجم خبز البوري، ويؤكل عادة مع الحمص الحار.
خبز الثونكا بوري: يصنع في ولاية أوديشا الهندية، ويكون أكبر في الحجم من خبز البوري العادي.
البيدفي: يكون أكثر صلابةً وملوحةً من خبز البوري العادي، وعادةً ما يحتوي على حشوة من العدس، ويتمتع بشعبية كبيرة في ولاية أتر براديش في شمال الهند.
اللوتشي: وهو نوع من خبز البوري يشتهر في ولايات شرق الهند مثل ولاية آسام، وولاية البنغال الغربية، وولاية أوديشا، ويتم تناوله عادةً مع الباجي المقلي.
خبز البانيبوري: يكون أصغر حجمًا وأكثر هشاشةً من خبز البوري العادي، وتصنع عجينته عادةً باستخدام السميد.

## معرض صور

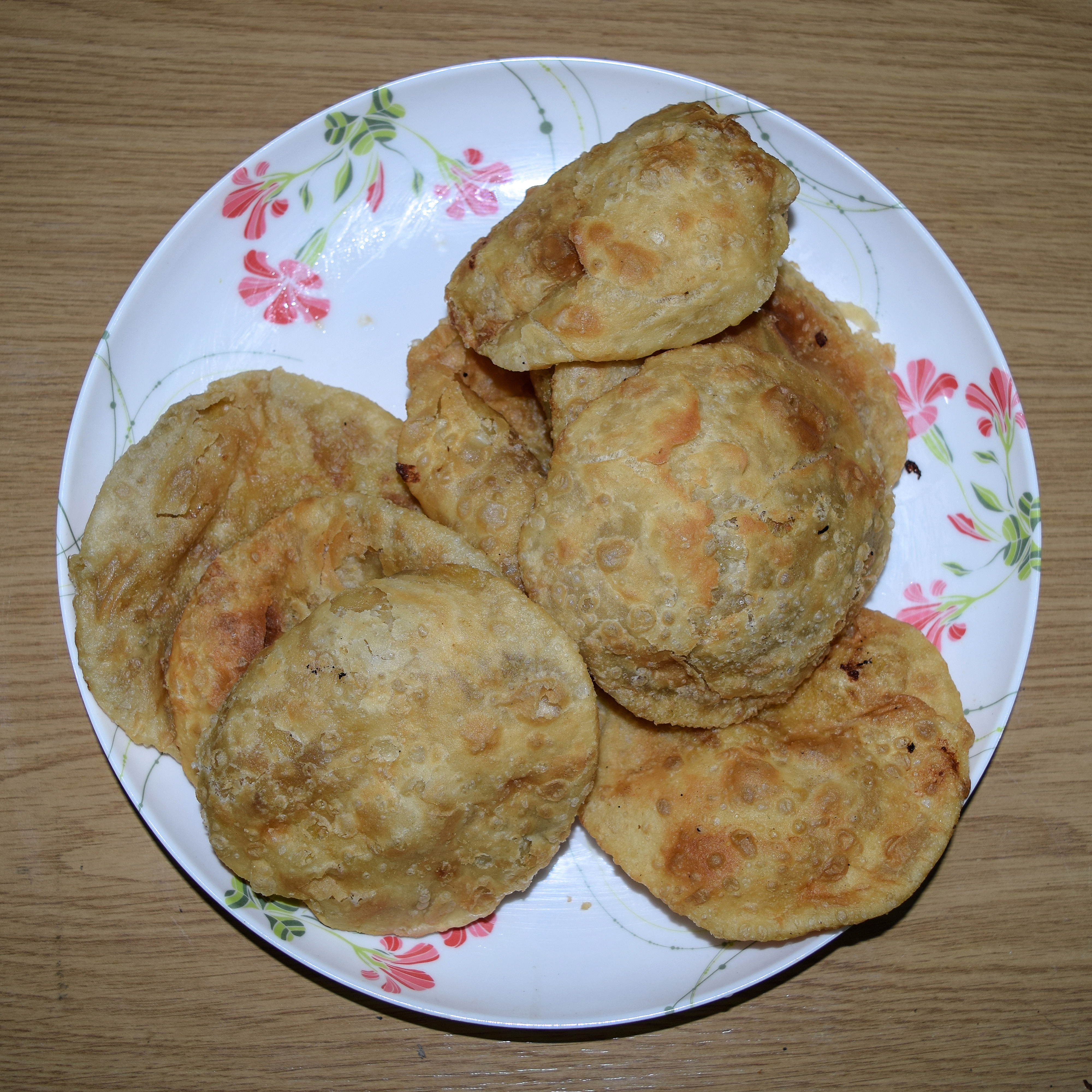
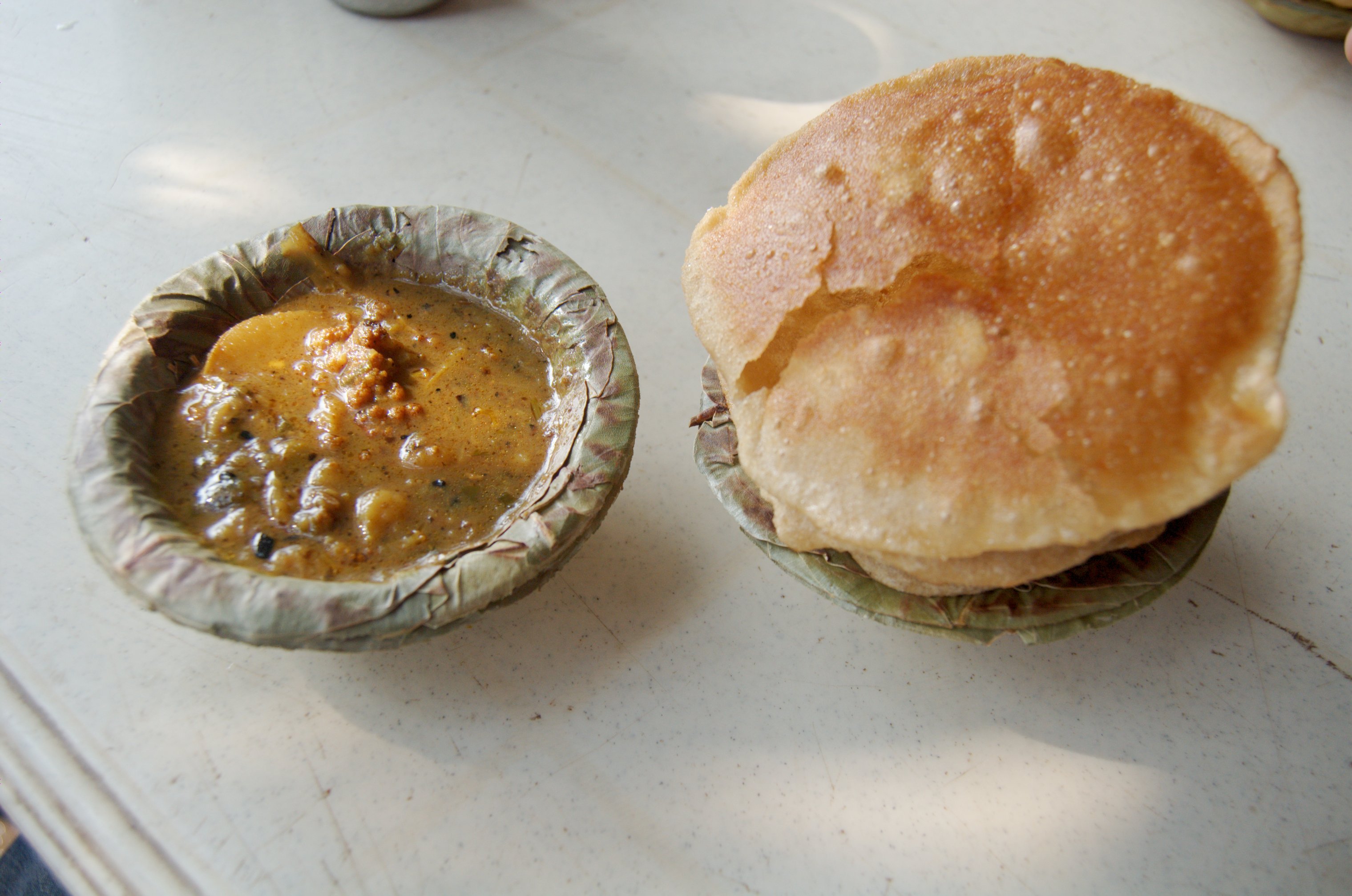
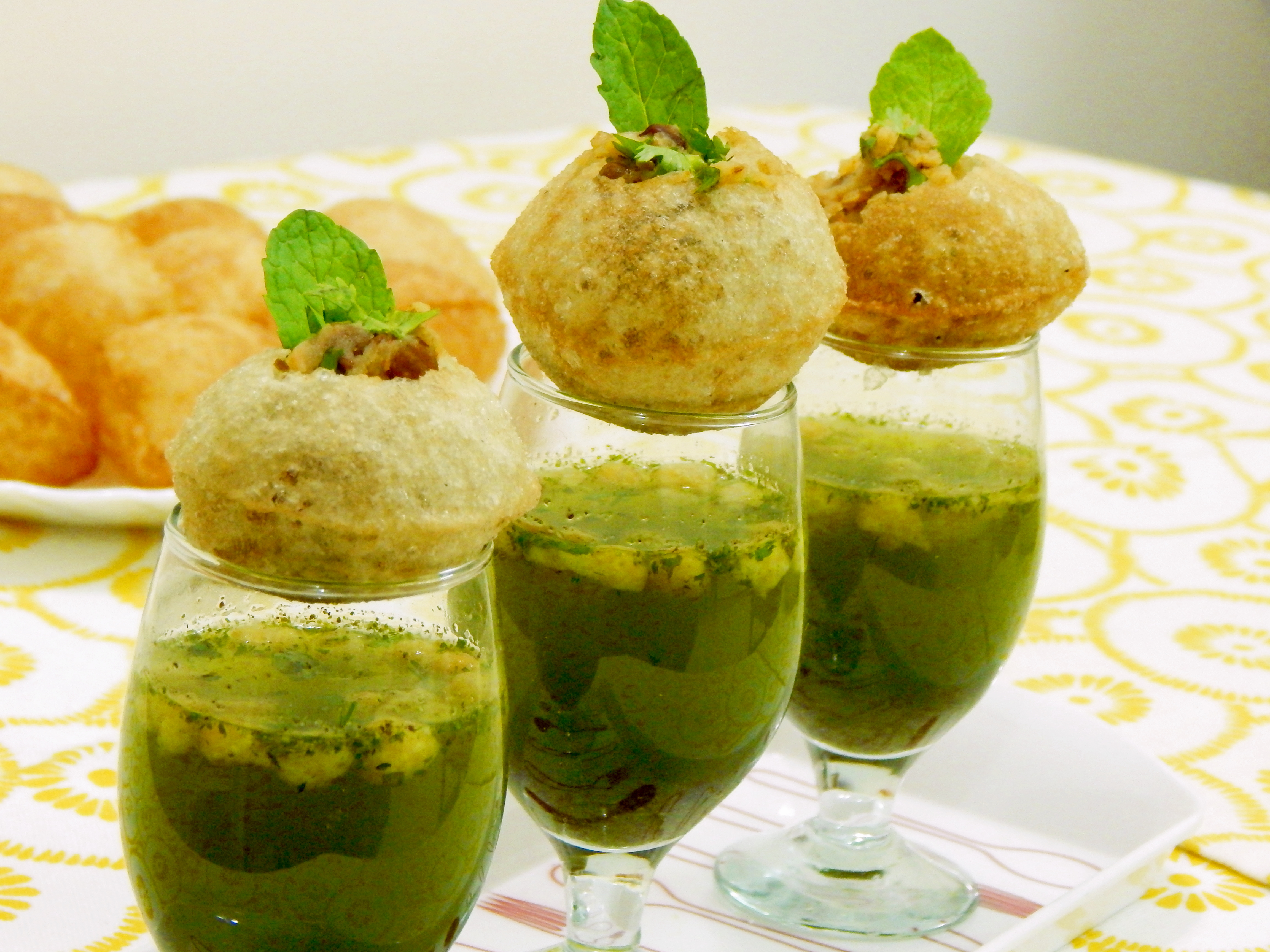
خبز البانبوري
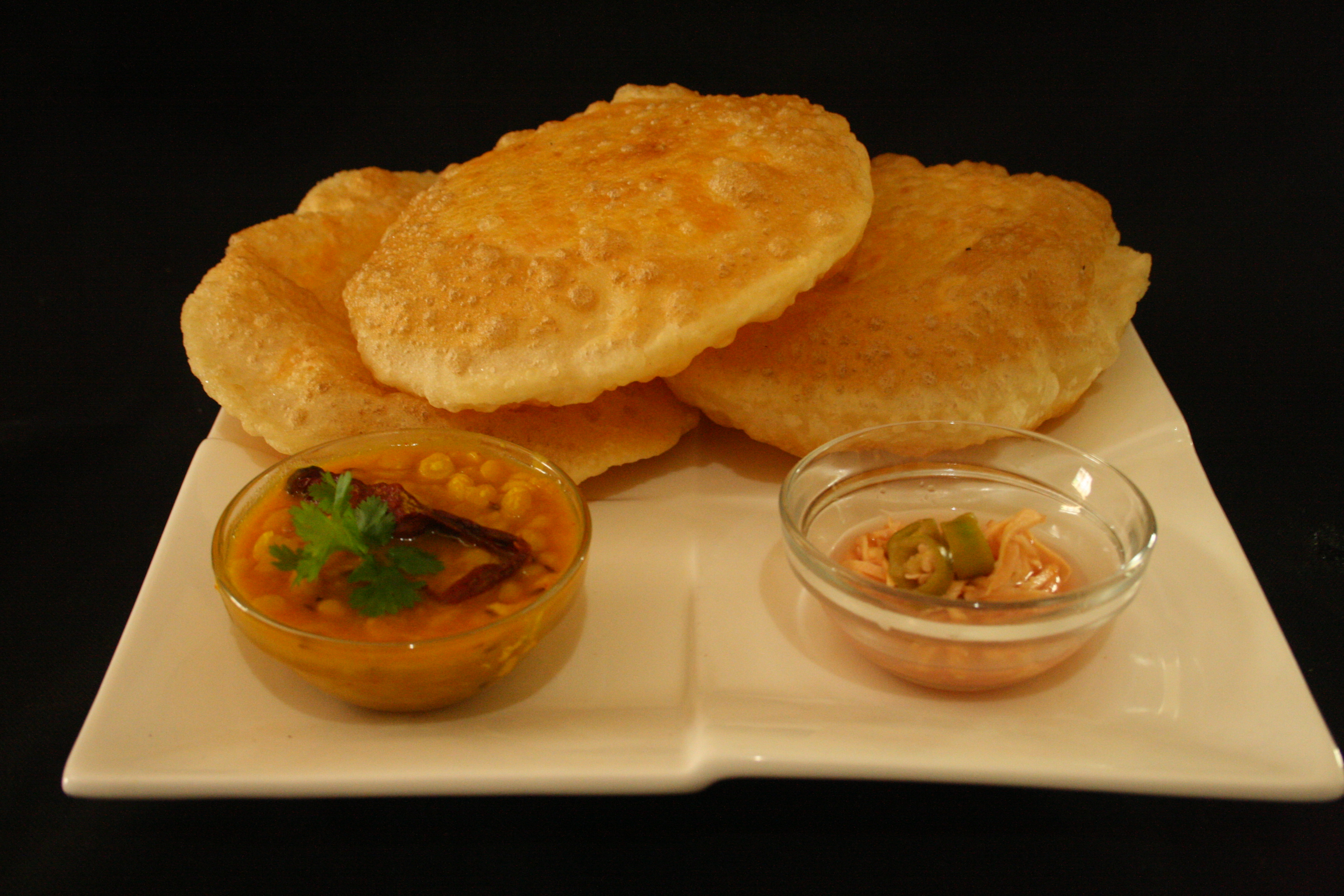
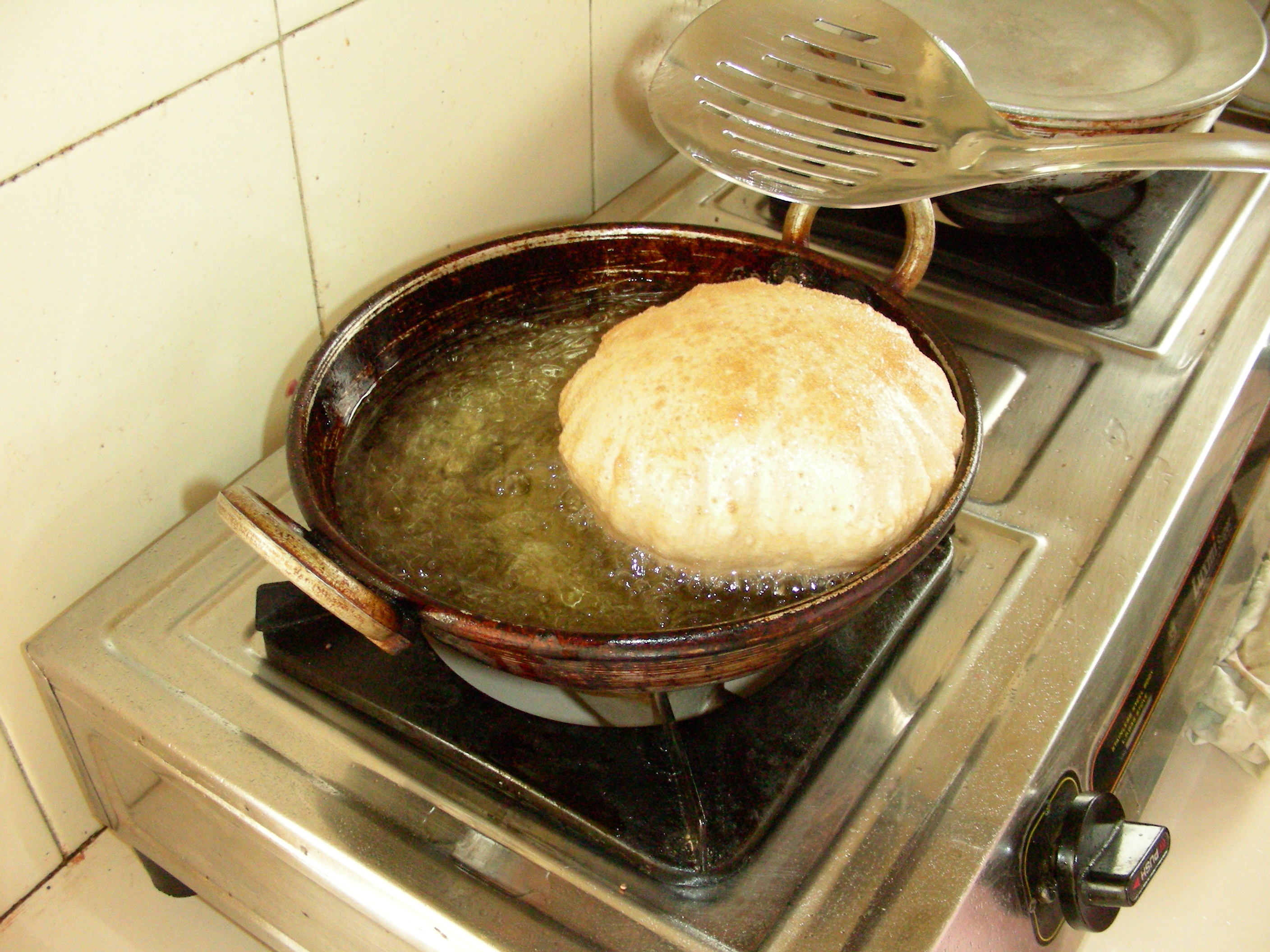
القلي العميق لخبز البوري